# Ulica Aleksandra Fredry w Warszawie

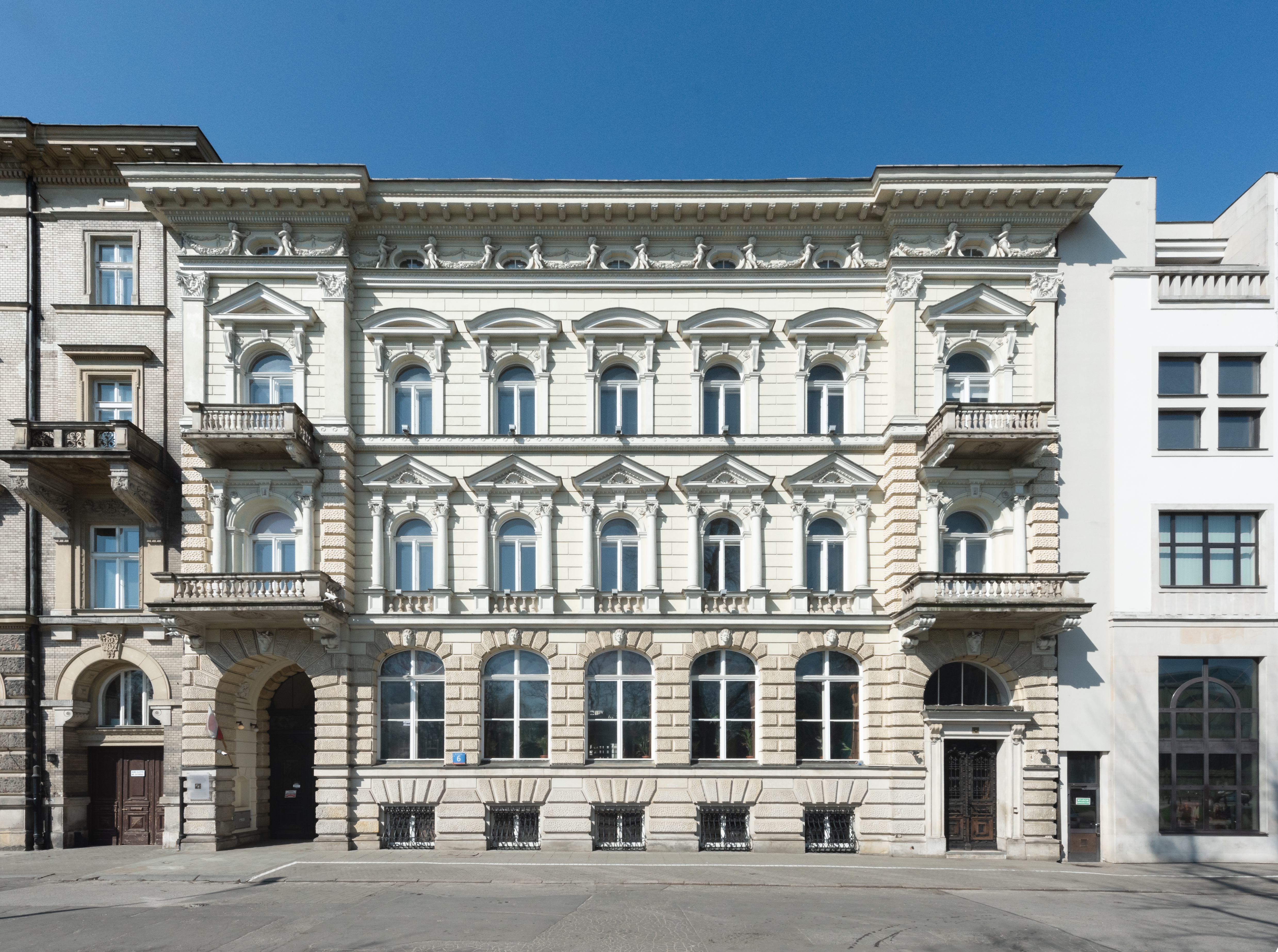
Budynek Banku Zachodniego

Ulica Aleksandra Fredry – ulica w śródmieściu Warszawy.

## Historia
Jest to krótka ulica, biegnąca od ul. Wierzbowej i kończąca się ślepo w Ogrodzie Saskim. Została wytyczona w 1876 na terenach dawnej posesji pałacu Brühla. Zwana początkowo Brylowską, od 1879 nosiła imię Pawła Kotzebue, namiestnika Królestwa Polskiego i de facto pierwszego generał-gubernatora warszawskiego. Obecna nazwa ulicy została nadana w październiku 1916.
Pierwszą zabudowę przypisaną numeracji ul. Fredry stanowiła kamienica Bachrachów, wzniesiona pod nr. 10 krótko po powstaniu ulicy; autorem jej projektu był Jan Kacper Heurich. Równocześnie pod nr. 12 powstał gmach Hotelu Brühlowskiego, należącego do Isera Cohena; projekt monumentalnego gmachu wykonał Witold Lanci. Elewacja frontowa hotelu wychodziła na Ogród Saski; krótsza boczna – na ul. Niecałą.
Nieparzystą stronę ulicy wypełniała elewacja ogrodowa pałacu Brühla, wzniesionego w latach 1639–1642 dla Jerzego Ossolińskiego. W latach 1885–1886 od strony ulicy Fredry pałac otrzymał nowe wejście, wiodące do biur urzędu telegraficznego. W latach 1896–1897 pod nr 6 powstał zachowany do dziś budynek Banku Zachodniego; mimo pewnych nieścisłości w odtworzeniu jego fasad, podczas remontu w 1995 przywrócono reprezentacyjny, neostylowy wystrój wnętrz.
Dokładnie w tym samym czasie, przed 1897 pod nr 8 według projektu Kazimierza Löewego powstał gmach Banku Dyskontowego; prace budowlane przy jego wzniesieniu prowadziło Warszawskie Biuro Architektoniczno Budowlane Karol Kozłowski i S-ka.
Obecność banków, telegrafu, hotelu i Ogrodu Saskiego nadały ulicy Fredry ekskluzywny, wielkomiejski charakter: we wznoszonych tu kamienicach mieszkania miały najwyższy standard. Poważną zmianę w otoczeniu ul. Fredry przyniosła dopiero adaptacja pałacu Brühla na siedzibę Ministerstwa Spraw Zagranicznych w latach 1932–1936. Do odrestaurowanego pałacu pod kierunkiem Bohdana Pniewskiego dobudowano willę, w której rezydował minister Józef Beck. Willa otrzymała też ogród, urządzony kosztem fragmentu Ogrodu Saskiego. Krótko przed 1939 zdołano jeszcze gruntownie wyremontować hotel Brühlowski, nadając jego wnętrzom wysoki standard.
W maju 1940 nazwa ulicy została zmieniona przez okupacyjne władze niemieckie na Parkstrasse. W 1944 przy ul. Fredry Niemcy spalili cztery kamienice; wysadzili w powietrze pałac Brühla oraz willę ministra Becka. W latach 1945–1946 rozebrano mury hotelu Brühlowskiego oraz kamienicy Bachrachów; ocalałe kamienice nr. 2 i 4 wyburzono mimo niezłego stanu zachowania pod koniec lat 40.

## Ważniejsze obiekty
- Gmach Banku Zachodniego (nr 6)
- Budynek Banku Dyskontowego, siedziba Działu Zbiorów Nutowych Polskiego Towarzystwa Muzycznego (nr 8)
- Scena przy Wierzbowej Teatru Narodowego (ul. Wierzbowa 3)